# 34470 Chouruihua
34470 Chouruihua este o planetă minoră (asteroid), cu un diametru de 7,719 km, din centura de asteroizi. A fost descoperită pe 24 septembrie 2000 la Experimental Test Site⁠(d) de Lincoln Near-Earth Asteroid Research. 
Obiectul prezintă o orbită caracterizată de o semiaxă mare de 3,0725305 UAi, o excentricitate de 0,06, o înclinație de 9,0291 ° în raport cu ecliptica.